# Diócesis de Weifang
La diócesis de Weifang (en latín: Dioecesis Veifangensis y en chino: 天主教潍坊教区) es una circunscripción eclesiástica de la Iglesia católica en China. Se trata de una diócesis latina, sufragánea de la arquidiócesis de Jinan. Desde el 20 de abril de 2023 su obispo es Antonio Sun Wenjun.

## Territorio y organización
La diócesis tiene 16 167 km² y extiende su jurisdicción sobre los fieles católicos de rito latino residentes en la ciudad prefectura de Weifang en la provincia de Shandong, comprendiendo: los barrios de Weicheng, Hanting, Fangzi y Kuiwen y las zonas de desarrollo municipal; los condados de Linju y Changle; y las ciudades de Qingzhou, Zhucheng, Shouguang, Anqiu, Gaomi y Changyi.
La sede de la diócesis se encuentra en la ciudad condado de Qingzhou, en donde se halla la Catedral de Cristo Rey.
En 2024 en la diócesis no se informó sobre el número de parroquias.

## Historia
La Asociación Patriótica Católica China fue creada con el apoyo de la Oficina de Asuntos Religiosos de la República Popular de China en 1957, con el objetivo de controlar las actividades de los católicos en China. Su nombre público es Iglesia católica china y es referida como la "Iglesia oficial" en contraposición a la "Iglesia subterránea" o "Iglesia clandestina" leal a la Santa Sede.
El 22 de septiembre de 2018 se firmó en Pekín el Acuerdo provisional entre la Santa Sede y la República Popular de China sobre el nombramiento de los obispos. El 22 de octubre de 2020 el acuerdo fue prorrogado por otros dos años y en octubre de 2022 por otros dos años más. La oficialización de Jin Yangke como obispo de Ningbo (en el marco del acuerdo de 2018 entre China y la Santa Sede) llegó el 18 de agosto de 2020.
La diócesis de Weifang fue erigida por el papa Francisco el 20 de abril de 2023 mediante la bula Suavis Mater Ecclesia, coincidiendo con la supresión de la prefectura apostólica de Yiduxian, según el procedimiento previsto por el acuerdo provisional entre la Santa Sede y la República Popular China sobre el nombramiento de obispos, y la noticia se conoció el 29 de enero de 2024, coincidiendo con la consagración del primer obispo de la nueva sede. Su territorio derivaba en su mayor parte del de la anterior prefectura apostólica, excepto algunas áreas fusionadas con la cercana arquidiócesis de Jinan y la diócesis de Zhoucun, para corresponder a las fronteras administrativas civiles de la ciudad-prefectura de Weifang. Los cambios de nombre y territorio del distrito eclesiástico incorporan también la reorganización ya llevada a cabo por las autoridades de la República Popular para hacer coincidir la organización territorial de la Iglesia católica en China con la de las administraciones civiles.

## Estadísticas
Según el Boletín de la Santa Sede del 29 de enero de 2024, la diócesis tenía a principios de 2024 un total de 6000 fieles bautizados.
| Año                                                                             | Población            | Población         | Población      | Sacerdotes | Sacerdotes    | Sacerdotes    | Bautizados por sacerdote | Diáconos permanentes | Religiosos | Religiosos | Parroquias |
| Año                                                                             | Bautizados católicos | Total             | % de católicos | Total      | Clero secular | Clero regular | Bautizados por sacerdote | Diáconos permanentes | Varones    | Mujeres    | Parroquias |
| ------------------------------------------------------------------------------- | -------------------- | ----------------- | -------------- | ---------- | ------------- | ------------- | ------------------------ | -------------------- | ---------- | ---------- | ---------- |
| 2024                                                                            | 6000                 | 9&nbsp386&nbsp705 | 0.06           | 10         |               |               | 600                      |                      |            | 6          |            |
| Fuente: Catholic-Hierarchy, que a su vez toma los datos del Anuario Pontificio. |                      |                   |                |            |               |               |                          |                      |            |            |            |

## Episcopologio
- Antonio Sun Wenjun, desde el 20 de abril de 2023